# Johann Mäzel
Johann Nepomuk Mäzel (Mazel, Mälzel, Malzel o Maelzel) (15 de agosto de 1772 - 21 de julio de 1838) fue un mecánico e inventor alemán presente en la corte de Viena a quien se deben inventos como el audífono, diseñado para Beethoven, y el panarmónico, un instrumento musical para el que se iba a componer en principio la obra de Beethoven La victoria de Wellington en 1813, aunque finalmente se reescribió para orquesta.
No inventó el metrónomo ya que el real inventor fue Dietrich Nikolaus Windel, pero Mäzel sí lo registró ya que era un compatriota de Dietrich.
Fue propietario del autómata El Turco, tras la muerte de su inventor Wolfgang von Kempelen. Dicho autómata era supuestamente capaz de jugar al ajedrez, y fue un fenómeno en su época, aunque finalmente se demostró que era un fraude. 
- Datos: Q60927
- Multimedia: Johann Nepomuk Maelzel / Q60927